# Okręg wyborczy Oksford
Okręg wyborczy Oksford powstał w 1295 r. i wysyłał do angielskiej, a następnie brytyjskiej, Izby Gmin dwóch deputowanych. Okręg obejmował miasto Oksford. Od 1885 r. wysyłał jednego deputowanego. Okręg został zniesiony w 1983 r.

## Deputowani do brytyjskiej Izby Gmin z okręgu Oksford

### Deputowani w latach 1295–1640
- 1563–1567: Francis Knollys Starszy
- 1563–1567: William Page
- 1571–1575: Edward Knollys
- 1575–1589: Francis Knollys Młodszy
- 1597–1598: Anthony Bacon
- 1604–1628: Thomas Wentworth
- 1604–1611: Francis Leigh
- 1614: John Ashley
- 1621–1622: John Brooke

### Deputowani w latach 1640–1885
- 1640–1640: Charles Howard, wicehrabia Andover
- 1640–1644: John Whistler
- 1640–1644: John Smith
- 1646–1648: John Nixon
- 1646–1648: John Doyley
- 1654–1654: Bulstrode Whitelocke
- 1656–1659: Richard Croke
- 1659–1659: Unton Croke
- 1660–1661: Henry Cary, 4. wicehrabia Falkland
- 1660–1661: James Huxley
- 1661–1679: Richard Croke
- 1661–1685: Brome Whorwood
- 1679–1685: William Wright
- 1685–1695: Henry Bertie of Weston-on-the-Green
- 1685–1689: George Pudsey
- 1689–1701: Edward Norreys
- 1695–1722: Thomas Rowney
- 1701–1706: Francis Norreys
- 1706–1722: John Walter
- 1722–1759: Thomas Rowney Młodszy
- 1722–1734: Francis Knollys
- 1734–1739: Matthew Skinner
- 1739–1740: James Herbert
- 1740–1749: Philip Herbert
- 1749–1754: Philip Wenman, 6. wicehrabia Wenman
- 1754–1768: Robert Lee
- 1759–1768: Thomas Stapleton
- 1768–1771: George Nares
- 1768–1774: William Harcourt
- 1771–1790: Robert Spencer
- 1774–1790: Peregrine Bertie
- 1790–1812: Francis Burton
- 1790–1796: Arthur Annesley
- 1796–1802: Henry Peters
- 1802–1807: John Atkyns-Wright
- 1807–1818: John Lockhart
- 1812–1820: John Atkyns-Wright
- 1818–1820: Frederick St John
- 1820–1826: Charles Wetherell
- 1820–1830: John Lockhart
- 1826–1835: James Langston, wigowie
- 1830–1832: William Hughes
- 1832–1833: Thomas Stonor, wigowie
- 1833–1837: William Hughes, Partia Konserwatywna
- 1835–1847: Donald Maclean, Partia Konserwatywna
- 1837–1841: William Erle, wigowie
- 1841–1863: James Langston, Partia Liberalna
- 1847–1853: William Wood, wigowie
- 1853–1857: Edward Cardwell, peelites
- 1857–1857: Charles Neate, wigowie
- 1857–1874: Edward Cardwell, Partia Liberalna
- 1863–1868: Charles Neate, Partia Liberalna
- 1868–1880: William Vernon Harcourt, Partia Liberalna
- 1874–1880: Alexander William Hall, Partia Konserwatywna
- 1880–1881: Joseph William Chitty, Partia Liberalna
- 1880–1881: Alexander William Hall, Partia Konserwatywna

### Deputowani w latach 1885–1983
- 1885–1892: Alexander William Hall, Partia Konserwatywna
- 1892–1895: George Tomkyns Chesney, Partia Konserwatywna
- 1895–1917: Arthur Annesley, Partia Konserwatywna
- 1917–1922: John Marriott, Partia Konserwatywna
- 1922–1924: Frank Gray, Partia Liberalna
- 1924–1938: Robert Bourne, Partia Konserwatywna
- 1938–1950: Quintin Hogg, Partia Konserwatywna
- 1950–1959: Lawrence Turner, Partia Konserwatywna
- 1959–1966: Montague Woodhouse, Partia Konserwatywna
- 1966–1970: Evan Luard, Partia Pracy
- 1970–1974: Montague Woodhouse, Partia Konserwatywna
- 1974–1979: Evan Luard, Partia Pracy
- 1979–1983: John Patten, Partia Konserwatywna